# Hong Kong Open 1999
Die Hong Kong Open 1999 waren eines der Top-10-Turniere des Jahres im Badminton in Asien. Sie fanden im Queen Elizabeth Stadium in Wan Chai vom 22. bis zum 27. November 1999 statt. Das Preisgeld betrug 170.000 USD, was dem Turnier zu einem Fünf-Sterne-Status im World Badminton Grand Prix verhalf.

## Sieger und Platzierte
| Disziplin    | Gold                        | Silber                        | Bronze                              |
| ------------ | --------------------------- | ----------------------------- | ----------------------------------- |
| Herreneinzel | Chen Wei                    | Tam Kai Chuen                 | Irwansyah                           |
| Herreneinzel | Chen Wei                    | Tam Kai Chuen                 | Agus Hariyanto                      |
| Dameneinzel  | Xie Xingfang                | Ling Wan Ting                 | Yan Wei                             |
| Dameneinzel  | Xie Xingfang                | Ling Wan Ting                 | Hu Ting                             |
| Herrendoppel | Cheah Soon Kit Yap Kim Hock | Sigit Budiarto Halim Haryanto | Chang Kim Wai Hong Chieng Hun       |
| Herrendoppel | Cheah Soon Kit Yap Kim Hock | Sigit Budiarto Halim Haryanto | Lee Dong-soo Yoo Yong-sung          |
| Damendoppel  | Chen Lin Jiang Xuelian      | Huang Sui Lu Ying             | Lee Hyo-jung Yim Kyung-jin          |
| Damendoppel  | Chen Lin Jiang Xuelian      | Huang Sui Lu Ying             | Lim Pek Siah Joanne Quay            |
| Mixed        | Chan Chong Ming Joanne Quay | Guo Siwei Chen Lin            | Albertus Susanto Njoto Chan Mei Mei |
| Mixed        | Chan Chong Ming Joanne Quay | Guo Siwei Chen Lin            | Lee Dong-soo Lee Hyo-jung           |

## Finalergebnisse
| Disziplin    | Sieger                      | Finalist                      | Ergebnis           |
| ------------ | --------------------------- | ----------------------------- | ------------------ |
| Herreneinzel | Chen Wei                    | Tam Kai Chuen                 | 15-12, 15-4        |
| Dameneinzel  | Xie Xingfang                | Ling Wan Ting                 | 7-11, 11-4, 11-4   |
| Herrendoppel | Cheah Soon Kit Yap Kim Hock | Sigit Budiarto Halim Haryanto | 15-12, 15-12       |
| Damendoppel  | Chen Lin Jiang Xuelian      | Huang Sui Lu Ying             | 15-17, 15-12, 15-8 |
| Mixed        | Chan Chong Ming Joanne Quay | Chen Lin Guo Siwei            | 15-11, 15-8        |